# Juin 1898

## Événements
- 4 juin, France : fondation de la Ligue française des Droits de l'Homme par Ludovic Trarieux (dreyfusard).

- 11 juin : « Réforme des Cent Jours ». L’empereur de Chine Guangxu entreprend un vaste programme de réformes avec l’aide d’un groupe d’intellectuels réformistes dirigés par Kang Youwei et Liang Qichao pour relever le pays.

- 12 juin : Emilio Aguinaldo proclame l'indépendance des Philippines à Kawit.

- 13 juin :
  - le Yukon devient un territoire distinct des Territoires du Nord-Ouest; Dawson City en est sa nouvelle capitale;
  - le territoire de la province de Québec s'agrandit pour inclure principalement l'Abitibi-Témiscamingue.

- 21 juin : les États-Unis prennent l'île de Guam.

- 28 juin, France : deuxième gouvernement Brisson (fin le 26 octobre).

## Naissances
- 2 juin : Marie-Thérèse Bardet, supercentenaire française († 8 juin 2012) ;
- 5 juin : Federico Garcia Lorca, poète dramaturge ;
- 22 juin : Erich Maria Remarque, écrivain ;
- 29 juin : Roméo Vachon, aviateur ;
- 30 juin : George Chandler, acteur américain.

## Décès
- 13 juin : Joseph-Adolphe Chapleau, premier ministre du Québec ;
- 15 juin : Victor Hartman, acteur de théâtre suédois.